# مایدوو

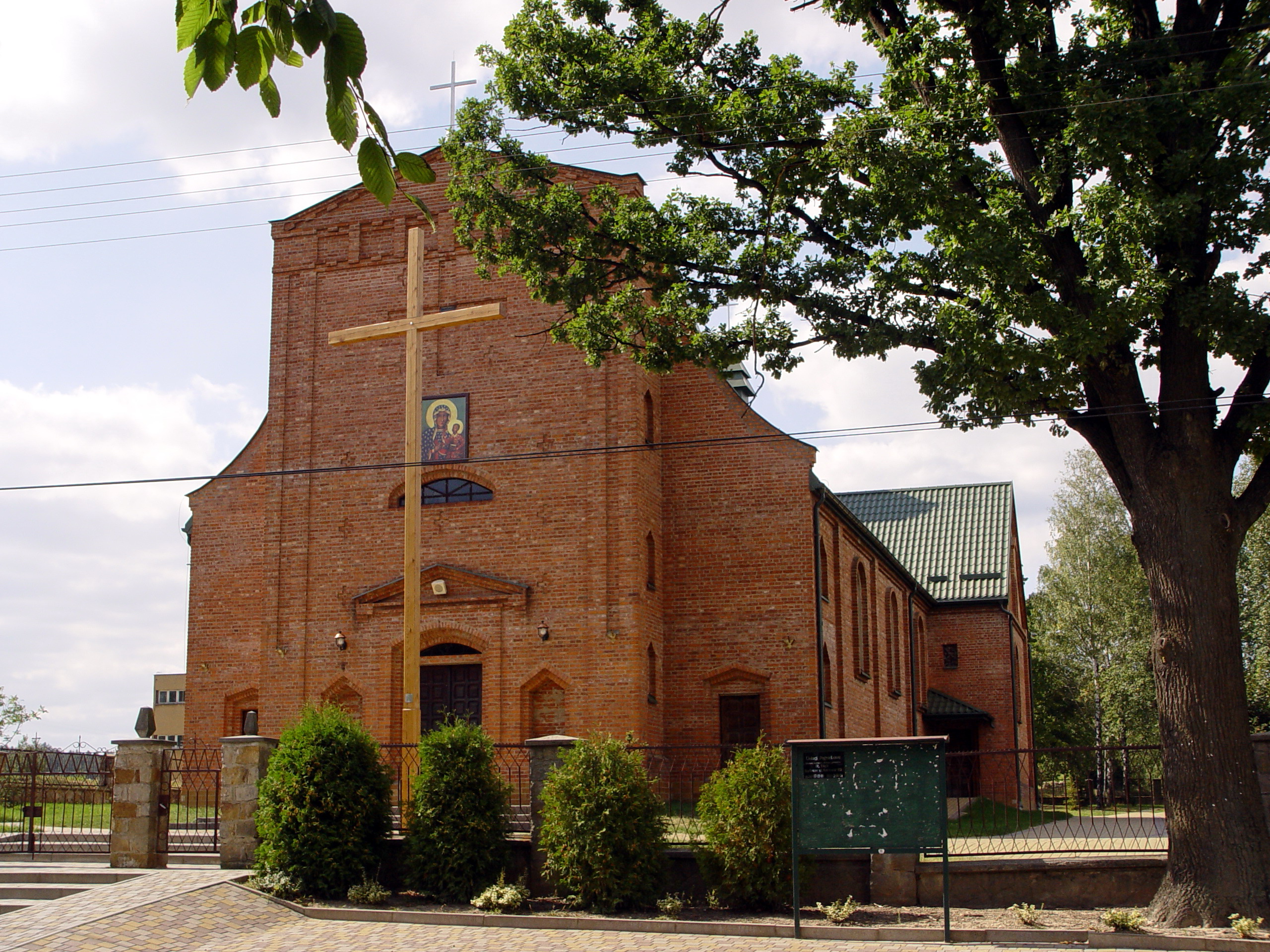
مایدوو

مایدوو (به لاتین: Majdów) یک روستا در لهستان است که در گمینا شدووویتس واقع شده‌است. مایدوو ۶۰۹ نفر جمعیت دارد.